# Fernanda Francés Arribas
Fernanda Francés Arribas (Valencia, 26 de febrero de 1862-Madrid, 21 de abril de 1939)  fue una pintora española conocida por sus bodegones y pinturas de flores. Fue profesora en Madrid de la Escuela de Artes y Oficios y de la Escuela del Hogar y Profesional de la Mujer. 

## Trayectoria
Francés Arribas se formó con su padre, el pintor Plácido Francés y Pascual. En una de las exposiciones que él organizaba, en 1881, expuso ya sus pinturas de flores. No llegó a completar ninguna clase de formación avalada en centros oficiales, lo que no impidió sus avances y trabajos posteriores. Se casó en 1892 con el pintor paisajista José Cayetano Vallcorba, con quien viajó por Europa para completar su formación artística, visitando distintos museos. En 1888, obtuvo por oposición la cátedra de Pintura de la Escuela de Artes y Oficios y posteriormente la de la Escuela del Hogar y Profesional de la Mujer, ambas en Madrid.
Expuso regularmente en los certámenes artísticos del Círculo de Bellas Artes y en las Exposiciones Nacionales de Bellas Artes, donde ganó una mención honorífica en 1887, una tercera medalla en 1890, por Jarrón de lilas, una segunda medalla en 1897, por Ostras y pájaros, y una condecoración en 1912. Exhibió su trabajo internacionalmente en el Palacio de Bellas Artes y en Edificio de la Mujer en la Exposición Mundial Colombina de 1893 en Chicago y en la Exposición Universal de París de 1889, donde participó con dos obras. Expuso también en muestras europeas de París, Berlín o Múnich (1883).

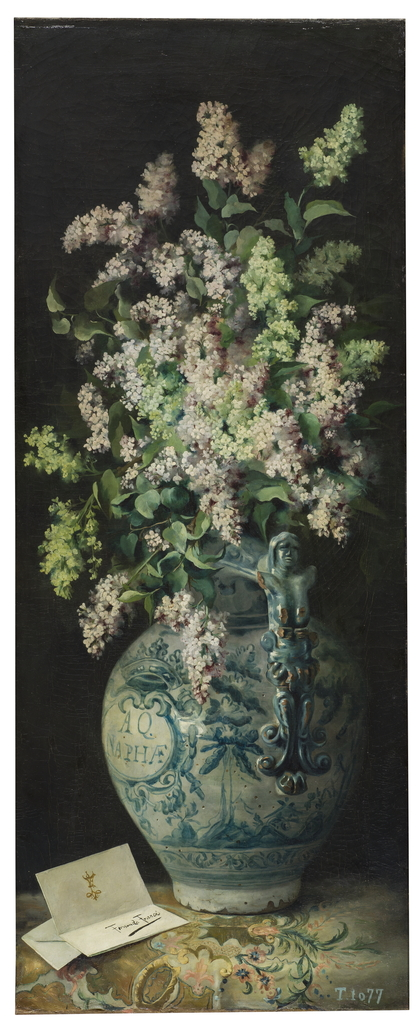
Fernanda Francés Arriba, Jarrón de lilas (1890), óleo sobre lienzo. Museo del Prado.

En 1902, fue la primera mujer en participar en una exposición del pintor gaditano Pinelo con Flores y pájaros, que se dedicaba a promocionar la pintura andaluza en Buenos Aires. Ese mismo año expuso también en una muestra para el periódico El Globo. En 1905, solicitaba la compra de su cuadro Mariscos al Ministerio de Instrucción Pública. Muestra de la recepción de su obra es, por ejemplo, el artículo que le dedicó la revista Barcelona Cómica en su sección "Mujeres Ilustres", en 1894, donde se apunta que sus pinturas son «inspiradas, deliciosísimas, elegantes (...) pagadas en los mercados nacionales y extranjeros a los precios que solo alcanzan las firmas de gran reputación y prestigio». Sin embargo, finaliza su crítica con la observación de que sus obras son de «inspiración varonil y factura femenina».
Su estilo se caracteriza por la disposición de las figuras sobre fondo neutro con especial atención a la captación de calidades en tejidos y cerámicas.
Murió en Madrid el 21 de abril de 1939. Sus pinturas Jarrón de lilas y Ostras y pájaros, que le granjearon la tercera y segunda medallas en las Exposiciones Nacionales de Bellas Artes de 1890 y 1897, son propiedad del Museo del Prado.